# آزاده آل ایوب
أزاده الأيوب ، المعروفة بخالة نرجس ، هي مقدمة برنامج أطفال قوس قزح. بدأ العمل في الإذاعة والتلفزيون منذ عام 1376م، ومنذ عام 1379م يقدم برنامج الأطفال جام جام 1، ويعمل في مجال الأطفال والمراهقين. أزاده الأيوب هي مقدمة وممثلة برنامج قوس قزح بشكل مستمر منذ عام 2001. وهو خريج جامعة العلامة الطباطبائي.

## الأداء التلفزيوني
- قناة قوس قزح الخامسة
- الصورة لختم شبكة الهدهد [1]
- نجوم السماء لشبكة جام جام
- من الجمعة إلى الجمعة القناة الأولى [2]
- شبكة شهاب واحد [3]
- الليالي الإيرانية - شبكة جام جام
- آمال إيران - شبكة جام جام
- علامة الإخلاص

## مذيع راديو
- برنامجي مسلم
- سرد قصصي

## التعاون مع شبكة هود العالمية
- انضم إلى شبكة الهدود في أكتوبر 2018. [4]
- برنامج أرسم وأنا (2019 حتى الآن) [5]
- أداء خاص لبرنامج العيد

## التمثيل
- مجموعة أسماء الأبيات والنجوم (عرض البيت) (1400) [6]
- مجموعة العالم السعيد [7]
- سبونج بوب في تشابهار (عرض منزلي) (2017) [8]

## هوامش
- وفيما يتعلق بمقتل إبراهيم رئيسي، خاطب الأطفال في برنامج تلفزيوني : الإمام الرضا نفسه دافع عن أوو وقد قمت بعملك بشكل جيد وأريد أن أؤكد لك. وقد قوبلت هذه الكلمات بردود فعل واسعة. [9] [10]

- علي كريمي بخصوص التفجير في ذكرى مقتل قاسم سليماني في كرمان، والذي كان قد كتب في تغريدة، "اذهبوا لتناول الطعام النضري والشراب، ولكن سيكون من الصعب عليك تمريري". كان رد فعله حادا. كتبت هذه الشخصية التلفزيونية الإيرانية الشهيرة إلى علي كريمي: "إن دماء المغتصبين المجرمين تجري في عروقك؛ لقد سعدت بقتل الأطفال أيضًا [11]

## رابط خارجي
- حوار مع العمة نرجس خلف كواليس حفل كبير مثل نجم كردستان
- أزاده الأيوب "العمة نرجس" قوس قزح
- كيف اختارت العمة نرجس اسمها؟
- محادثة مع العمة نرجس
- وثائقي عن الحياة من جديد: أزاده الأيوب (العمة نرجس)
- أحاديث حرة أزاده الأيوب - مقدم مخضرم لبرامج الأطفال
- ذكريات ركوب مترو العمة نرجس
- العمة نرجس في "أولاد الناس"
- السبب وراء المنشورات الدينية للعمة نرجس على Instagram نسخة محفوظة 13 مارس 2017 على موقع واي باك مشين. </link> </الرابط>
- مذيعة تلفزيونية في حسرة نوازش إمام حتى الآن نسخة محفوظة ۲۲ ژوئن ۲۰۱۷, على موقع واي باك مشين. </link> </الرابط>
- ماذا كتبت "العمة نرجس" عن ميلاد عبد العظيم حسني؟
- العمة نرجس: أراهن بحياتي على "قوس قزح".
- "العمة نرجس" غير مذكورة من عالم الأداء للأطفال
- رد فعل عمة نرجس على قصة فرنود
- عندما يصبح صدق "فرنود" مشكلة في برنامج العمة نرجس!
- إشادة علي مطهري بلقاء العمة نرجس بفرنود
- انتقادات العمة نرجس لـ«شهرزاد»